# Нощи в Роданте
„Нощи в Роданте“ е американски игрален филм (драма, романтичен) от 2008 г. на режисьора Джордж Си Улфи. Филмът е адаптация на едноименния роман на Никълъс Спаркс. Това е третата екранна колаборация между Ричард Гиър и Даян Лейн след другите им два общи филма Котън клъб (1984) и Изневяра (2002).
Премиерата на филма в България е на 14 ноември 2008 г.

## Сюжет
Ейдриън Уилис (Даян Лейн) живее сама с дъщеря си и сина си. Съпругът ѝ Джак (Кристофър Мелони) я е изоставил преди няколко месеца заради друга жена. При поредна среща заради децата Джак признава, че съжалява за всичко и иска да се върне при Ейдриън. Тя не му обещава нищо, разкъсвана от противоречиви чувства.
Удобна възможност да преосмисли живота си се появява, когато нейна приятелка ѝ предлага да я замести за един уикенд в мотела ѝ в Роданте. По това време на сезона мотелът очаква само един гост – д-р Пол Фланър (Ричард Гиър). Пол е лекар, който страда от чувство на вина заради загубата на пациентка на операционната маса.
Двамата непознати споделят един и същи покрив и когато силна буря застига мотела, те намират утеха един в друг и започват романс, който ще промени живота им.